# Planoelphidium
Planoelphidium es un género de foraminífero bentónico considerado un sinónimo posterior de Elphidium de la subfamilia Elphidiinae, de la familia Elphidiidae, de la superfamilia Rotalioidea, del suborden Rotaliina y del orden Rotaliida. Su especie tipo era Polystomella laminata. Su rango cronoestratigráfico abarcaba el Holoceno.

## Clasificación
Planoelphidium incluía a la siguiente especie:
- Planoelphidium laminata